# Santuario de Santa Filomena Mugnano
El Santuario de Santa Filomena es el principal lugar de culto católico en Mugnano del Cardinale, en la provincia de Avellino. En el interior se conserva el cuerpo de Santa Filomena, virgen y mártir. Es uno de los nueve santuarios de la diócesis de Nola.

## Historia

Interior del Santuario

La construcción del edificio comenzó en 1580 por el municipio de Mugnano del Cardinale. Terminó en 1600 y llevaba el nombre de Santa María de la Gracia.
El fundador del santuario fue Francisco de Lucia, nacido en Mugnano del Cardinale el 19 de septiembre de 1772. Antes del sacerdocio, enseñó filosofía en la casa de Iliceto, el noviciado de los religiosos de San Alfonso de Ligorio. Después de la ordenación sacerdotal, el 19 de septiembre de 1796, se estableció en [[Nápoles], donde abrió una Escuela de Filosofía y Letras; En la capital, fue muy apreciado por algunas personas notables, entre ellas Monseñor Bartolomeo De Cesare, futuro Obispo de Potenza, y San José Pignatelli, restaurador de la Compañía de Jesús. En 1805, fue a Roma para acompañar a De Cesare, en nombre de Fernando IV de Nápoles. En esta ocasión, gracias a Monseñor De Cesare, obtuvo del Papa Pío VII el cuerpo sagrado de la Virgen y Mártir Filomena, encontrado en las Catacumbas de Priscila el 25 de mayo de 1802 junto con una ampolla que contenía la sangre de la santa. 

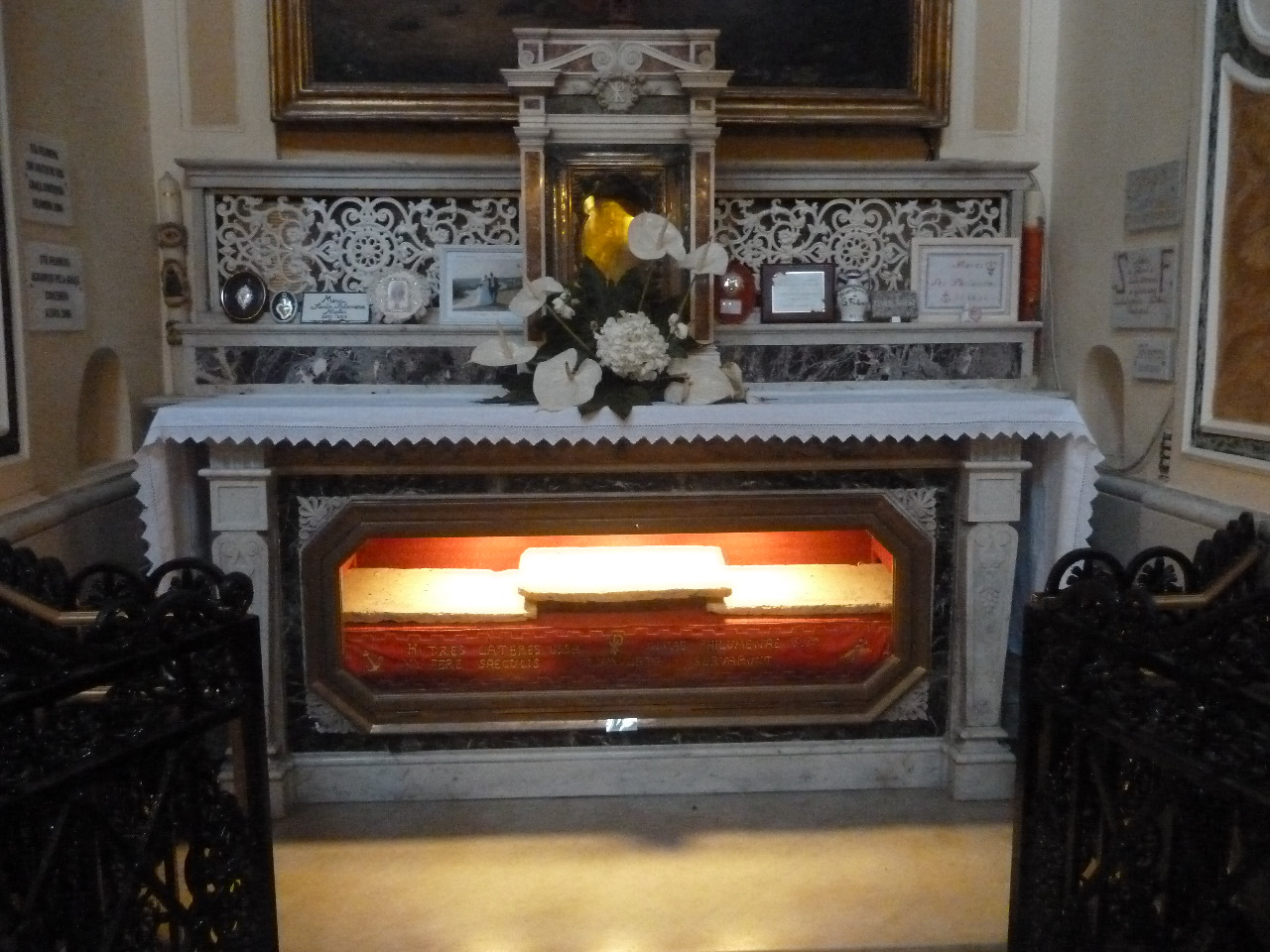
El altar donde se guardan las lápidas del Santo, donado al Santuario en 1827

De vuelta en Nápoles, en presencia del obispo de Nola Vincenzo Torrusio, el cuerpo fue colocado en una estatua de una niña cubierta de ropa donada por la señora AÁngela erres. Salieron de Nápoles la noche del 9 de agosto para regresar a Mugnano la mañana del 10 de agosto, cuando el cuerpo fue colocado en la iglesia de Santa María de la Gracia. En septiembre de 1805, don Francisco de Lucía donó el cuerpo de la santa al municipio de Mugnano del Cardinale, quien a su vez lo donó al rey Fernando. 
El 22 de abril de 1836 junto con la Iglesia misma, como se informó en la carta del 16 de mayo de 1836 dirigida por el alcalde al rey: 

El alcalde del cardenal de Mugnano los expone devotamente como dos veces por este intendente de Terra di Lavoro, en virtud de oficinas ministeriales, este Decurionato se cuestionó a sí mismo, la primera vez en diciembre y el otro mes pasado, sobre el tema, si quería vender la iglesia donde se venera el cuerpo sagrado de Thaumaturga S. Filomena por una fundación real de un Ministerio de religiosos salesianos para la custodia del Santuario. En estos dos tiempos, este Decurionato, considerando la gran ventaja de la fundación y tranquilizado por la caridad soberana que tenía la caridad de instituirlo, se nos prometió ceder todos los derechos municipales no solo en la iglesia, sino en el cuerpo sagrado del glorioso S.

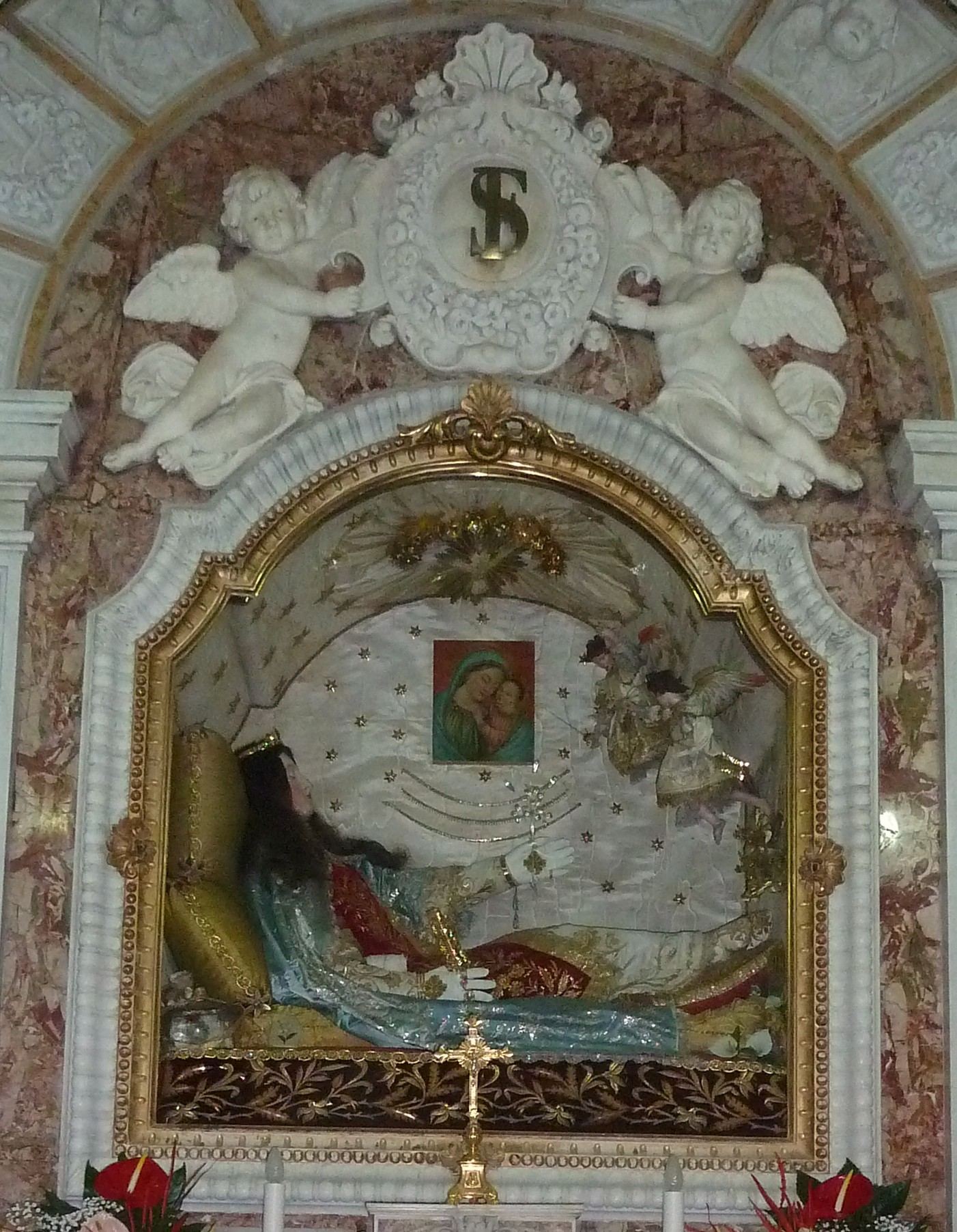
La urna donde se custodia el cuerpo de Santa Filomena.

En 1806, el cardenal de Nápoles Luigi Ruffo Scilla le dio al santuario la primera estatua dedicada a la santa. El 10 de agosto de 1835 tuvo lugar en el Santuario el milagro de la curación de Paulina Jaricot, fundadora de la Obra de la Propagación de la Fe. El papa Gregorio XVI fue testigo de ese milagro, quién decidió rendir culto público a la santa el 30 de enero de 1837.

## Visitantes ilustres
- El cardenal Luigi Ruffo Scilla, en 1806 ;
- El cardenal Thomas Weld , en 1833;[5]
- El cardenal Giacomo Fransoni en 1833 ;[5]
- La Venerable Marque del Barolo, en 1834 y 1852 ;[6]
- María Cristina de Saboya, Reina de las Dos Sicilias, en 1835;[7][8]
- La Beata Paulina Jaricot, milagrosamente curada por la Santa el 10 de agosto de 1835 ;
- El arzobispo de Benevento Giovanni Battista Bussi, en 1837;
- Papa Pío IX, quien celebró una Santa Misa en el Santuario el 7 de noviembre de 1849;
- El arzobispo de Esmirna Vincenzo Spaccapietra, en 1869;
- El patriarca de Antioquía de los latinos Paolo Brunoni, en 1870;
- El Arzobispo de Tijuana Ramón María de San José Moreno y Castañeda, en 1879;
- El Beato Bartolo Longo, fundador del Santuario de Nuestra Señora del Rosario de Pompeya el 9 de junio de 1896;
- El arqueólogo profesor Giuseppe Bonavenia, en 1902;
- El político austríaco Georg Mautner Markhof, varias veces entre 1983 y 2006;
- El escritor Michel de Saint Pierre, en 1984;
- El cardenal Luigi Poggi, con motivo del Jubileo de 2000;
- Juan de Orleans, pretendiente al trono de Francia, en 2012 ;
- El delegado para las representaciones pontificias Jan Romeo Pawłowski, en 2019 .[9]

Mención especial está reservada para el Rey Fernando II de las Dos Sicilias entre 1830 y 1859, quien visitó el Santuario más de 50 veces durante su vida.